# Ileopeltus haplus
Ileopeltus haplus är en insektsart som beskrevs av Paul S. Cwikla 1988. Ileopeltus haplus ingår i släktet Ileopeltus och familjen dvärgstritar. Inga underarter finns listade i Catalogue of Life.